# Китайска логограма
Китайските логограми или още познати като хан логограми (опростен китайски: 汉字; традиционен китайски: 漢字; пинин: Hànzì) са символи, използвани в писмения китайски (hanzi), японски (kanji), по-рядко в корейски (hanja), и до 1945 г. във виетнамски (hán tự, „хан тъ“), както и в други езици. Представляват единствен и общоприет начин за изписване на китайския език. Китайските логограми са също така известни като синографи, а китайската писмена система – като синография. Китайската писменост обикновено се нарича йероглифна или идеографична. Тя коренно се отличава от писменостите, които използват азбука за изобразяване на думите. При логограмата всеки знак носи определено значение.
Броят на китайските логограми в Канси речника е около 47 035, макар че голяма част от тези са рядко използвани варианти, акумулирани през историята. Изследвания, правени в Китай, показват, че пълната грамотност в китайски изисква познаването на едва между 3 – 4 хиляди логограми.
Възрастта на китайската логограма непрекъснато се уточнява. През 1962 г. при разкопки на неолитно селище, близо до река Хуанхъ са открити надписи върху черупка на костенурка, напомнящи по изписване на древни китайски йероглифи. Пиктограмите датират от 6-о хилядолетие пр.н.е., което ги прави писменост по-древна и от шумерската.

## История

### Предшественици
През последните десетилетия са открити надписи върху керамика от неолита и върху кости на различни места в Китай. Тези прости, често геометрични белези са подобни на някои от най-ранните известни китайски йероглифи. Тези свидетелства показват, че китайската писменост се е развивала в продължение на шест хилядолетия.
Поради това че писмени белези се появяват поединично, без наличието на друг контекст, направени са грубо и просто, някои китайски учени смятат, че все още няма никакво основание да се смята, че тези знаци могат да се смятат за предци на йероглифите от династията Шан" Изолирани графики и картини продължават да се намират периодично и често тези факти са съпроводени от съобщения в медиите, че датата на възникването на китайската писменост е изместена с още години назад във времето. Например в Дамаиди в провинция Нинся са открити 3172 скални резки, датирани от 6000 – 5000 г. пр.н.е. Тази новина бързо води до съобщения в медиите, че китайската писменост е на 8 хиляди години. По същия начин археолози съобщават, че са открити няколко изписани символа върху панцир на костенурка от неолита в Хънан от 6600 – 6200 г. пр.н.е. Веднага се появяват съобщения в медиите като „Най-ранната писменост е открита в Китай“.
Въпреки всички тези факти, няма данни тези знаци да имат пряка връзка с най-древната форма на китайската писменост, още повече втората е възникнала няколко хилядолетия по-късно. Друга група открития, отнесени към културата Дауенкоу от 2800 – 2500 г. пр.н.е., съществувала само хилядолетие преди династията Шан, вероятно наследник на същата, дават отново противоречиви мнения. От тази епоха са открити парчета от изписана керамика и нефрит, изображенията по които съчетават картини (слънце, луна, облаци, огън, планина), което показва вероятна връзка с елементи от китайските йероглифи. Мненията на учените са в двете крайности – от пряка връзка с китайските йероглифи до идеята, че представляват пиктографски символи.

### Легенда за произхода
Според легендата китайските йероглифи са изобретени от Цан Цзе (около 2650 г. пр.н.е.) Той е бил администратор на служба в двора на легендарния император Хуанди. Има няколко варианта на легендата. Един от тях разказва, че Цан Цзи бил на лов в планината, когато видял една костенурка, чиито форми изобразени на корубата привлекли любопитството му. Вдъхновен от възможността за логическа връзка на тези форми по животното той създал символна система, наречена зи (字) – първите китайски йероглифи.

## Надписи върху жречески кости
Най-старите китайски надписи, които са доказателство за безспорна писмена форма, са така наречените надписи върху жречески кости (甲骨文, jiǎgǔwén). Те са идентифицирани от учените през 1899 г. върху парчета от кости и черупка на костенурка, които са продавани като лекарство. До 1928 г. учените успяват да открият първоизточника на тези кости. Така при официални археологически разкопки близо до село Анянг в провинция Хънан, проведени през 1928 – 1937 г., са открити 20 хиляди жречески костни парчета. Надписите представляват записи на предсказания, свързани с владетелите от династията Шан. Само около 1400 – 2500 известни скрипта, изобразени на костите, могат да бъдат идентифицирани с по-къснокитайски йероглифи и по този начин да бъдат дешифрирани палеографски.

## Описание
В основата си йероглифната писменост е съставена от прости изобразителни и указателни знаци.

### Указателни знаци
Към тези знаци се отнасят например 上 шан и 下 ся, които означават съответно „горе“ и „долу“. Вертикалното обозначение над и под хоризонталната черта показва значението на думата. Дори и при съчетаването на прости указателни знаци може да се заимства за предаване на по-сложни и дори абстрактни понятия. Така, изписването на 上... 下 шан... ся в зависимост от контекста означава не само „горе... долу“, но и „ръководители... подчинени“, както и „от една страна... от друга страна“.

### Изобразителни знаци
Представляват особени примитивни рисунки. Така например устата е изобразявана като полукръг обърнат надолу с напречна линия отгоре – 口 kǒu „уста“. Изпъкнала дъга и точка под нея изобразяват небе и капка. Това е първоначалната форма на йероглифа 雨 yǔ „дъжд“. С течение на времето рисунките се схематизирали и придобили съвременния си вид, в който от първоначалната изобразителност не остава и следа. Нито един йероглиф днес не се е съхранил в тази форма, в която е бил при първоначалната си пиктографична изразителност. Значението на всички изобразителни знаци, а следователно и всички прости лексически значими елементи на йероглифите днес е съвършено условно.

### Брой на йероглифите
Поради непрекъснатото и постепенното изменение на йероглифите не е възможно да се определи точния им брой. Най-често използваните йероглифи са няколко хиляди. Съгласно статистиката 1000 от йероглифите покриват 92% от печатните материали, 2000 могат да покрият повече от 98%, а 3000 йероглифа вече достигат до 99%.
- Според стандартите в КНР за грамотен се смята човек усвоил 1500 знака (в селски район) и 2000 знака (за жител от град или работещ или служител в село)[10].
- 3000 йероглифа са достатъчни за четене на вестници и неспециализирана литература.
- Големите томове тълковни или междуезични речници на китайски език[11][12] по правило включват 6000 – 8000 йероглифа. Сред тези думи обаче има и такива, които се използват много рядко като описание на ритуални предмети от древността или медикаменти от традиционната китайска медицина.
- Речникът „Чжунхуа цзъхай“ (中華字海) издание от 1994 г. съдържа 87 019 йероглифа.